# Składy najlepszych koszykarzy ligi niemieckiej
Składy najlepszych koszykarzy ligi niemieckiej – umowne składy najlepszych zawodników niemieckiej Bundesligi koszykarskiej wybierane co sezon poprzez głosowanie trenerów zespołów Bundesligi. Za oficjalny wybór są obecnie odpowiedzialni trenerzy ligowi. 
| Zawodnik (X) | oznacza kolejny wybór tego samego zawodnika                     |
|              | Oznacza zawodnika, który otrzymał tytuł MVP w tym samym sezonie |

| Sezon   | I skład                                                        | I skład                                                        | II skład                                                       | II skład                                                       |
| Sezon   | Zawodnicy                                                      | Zespoły                                                        | Zawodnicy                                                      | Zespoły                                                        |
| ------- | -------------------------------------------------------------- | -------------------------------------------------------------- | -------------------------------------------------------------- | -------------------------------------------------------------- |
| 2004–05 | Pascal Roller                                                  | Skyliners Frankfurt                                            | Steffen Hamann                                                 | Brose Bamberg                                                  |
| 2004–05 | Marko Bulić                                                    | Artland Dragons                                                | Tyron McCoy                                                    | EWE Baskets Oldenburg                                          |
| 2004–05 | Chuck Eidson                                                   | Gießen 46ers                                                   | Narcisse Ewodo                                                 | BG Karlsruhe                                                   |
| 2004–05 | Chris Williams                                                 | Skyliners Frankfurt                                            | Koko Archibong                                                 | Brose Bamberg                                                  |
| 2004–05 | Jovo Stanojević                                                | Alba Berlin                                                    | Chris Ensminger                                                | Brose Bamberg                                                  |
| 2005–06 | Pascal Roller (2×)                                             | Skyliners Frankfurt                                            | Justin Love                                                    | MHP Riesen Ludwigsburg                                         |
| 2005–06 | Mike Penberthy                                                 | Alba Berlin                                                    | Brian Brown                                                    | Trier                                                          |
| 2005–06 | Chuck Eidson (2×)                                              | Gießen 46ers                                                   | Koko Archibong (2×)                                            | Brose Bamberg                                                  |
| 2005–06 | Aleksandar Nađfeji                                             | Kolonia 99ers                                                  | Nate Fox                                                       | Bayer Giants Leverkusen                                        |
| 2005–06 | Jovo Stanojević (2×)                                           | Alba Berlin                                                    | Ermin Jazvin                                                   | MHP Riesen Ludwigsburg                                         |
| 2006–07 | Jerry Green                                                    | MHP Riesen Ludwigsburg                                         | Demond Mallet                                                  | RheinStars Kolonia                                             |
| 2006–07 | Julius Jenkins                                                 | Alba Berlin                                                    | Immanuel McElroy                                               | RheinStars Kolonia                                             |
| 2006–07 | Casey Jacobsen                                                 | Brose Bamberg                                                  | Adam Hess                                                      | Artland Dragons                                                |
| 2006–07 | Jeff Gibbs                                                     | Ratiopharm Ulm                                                 | Chris Owens                                                    | Alba Berlin                                                    |
| 2006–07 | Sharrod Ford                                                   | Alba Berlin                                                    | Darren Fenn                                                    | Brose Bamberg                                                  |
| 2007–08 | Jason Gardner                                                  | EWE Baskets Oldenburg                                          | Bobby Brown                                                    | Alba Berlin                                                    |
| 2007–08 | Julius Jenkins (2×)                                            | Alba Berlin                                                    | Immanuel McElroy (2×)                                          | Kolonia 99ers                                                  |
| 2007–08 | Rickey Paulding                                                | EWE Baskets Oldenburg                                          | Philipp Schwethelm                                             | Kolonia 99ers                                                  |
| 2007–08 | Jeff Gibbs (2×)                                                | Ratiopharm Ulm                                                 | Caleb Green                                                    | Trier                                                          |
| 2007–08 | Chris Ensminger (2×)                                           | Brose Bamberg                                                  | Mike Benton                                                    | Trier                                                          |
| 2008–09 | Jason Gardner (2×)                                             | EWE Baskets Oldenburg                                          | Kyle Bailey                                                    | BG Getynga                                                     |
| 2008–09 | Julius Jenkins (3×)                                            | Alba Berlin                                                    | Roderick Trice                                                 | BG Getynga                                                     |
| 2008–09 | Rickey Paulding (2×)                                           | EWE Baskets Oldenburg                                          | Immanuel McElroy (3×)                                          | Alba Berlin                                                    |
| 2008–09 | Jeff Gibbs (3×)                                                | Ratiopharm Ulm                                                 | Predrag Šuput                                                  | Brose Bamberg                                                  |
| 2008–09 | Chris Ensminger (3×)                                           | Paderborn Baskets                                              | Raško Katić                                                    | Tigers Tübingen                                                |
| 2009–10 | Louis Campbell                                                 | Eisbären Bremerhaven                                           | Taylor Rochestie                                               | BG Getynga                                                     |
| 2009–10 | Julius Jenkins (4×)                                            | Alba Berlin                                                    | Je'Kel Foster                                                  | EWE Baskets Oldenburg                                          |
| 2009–10 | Robin Benzing                                                  | Ratiopharm Ulm                                                 | Immanuel McElroy (4×)                                          | Alba Berlin                                                    |
| 2009–10 | Predrag Šuput (2×)                                             | Brose Bamberg                                                  | Jeff Gibbs (4×)                                                | Eisbären Bremerhaven                                           |
| 2009–10 | Chris Ensminger (4×)                                           | Telekom Baskets Bonn                                           | Blagota Sekulić                                                | Alba Berlin                                                    |
| 2010–11 | DaShaun Wood                                                   | Skyliners Frankfurt                                            | Tyrese Rice                                                    | Artland Dragons                                                |
| 2010–11 | Julius Jenkins (5×)                                            | Alba Berlin                                                    | Brian Roberts                                                  | Brose Bamberg                                                  |
| 2010–11 | Casey Jacobsen (2×)                                            | Brose Bamberg                                                  | Robin Benzing (2×)                                             | Ratiopharm Ulm                                                 |
| 2010–11 | Predrag Šuput (3×)                                             | Brose Bamberg                                                  | Derrick Allen                                                  | Alba Berlin                                                    |
| 2010–11 | John Bryant                                                    | Ratiopharm Ulm                                                 | Tibor Pleiß                                                    | Brose Bamberg                                                  |
| 2011–12 | DaShaun Wood (2×)                                              | Alba Berlin                                                    | Jared Jordan                                                   | Telekom Baskets Bonn                                           |
| 2011–12 | Isaiah Swann                                                   | Ratiopharm Ulm                                                 | Anton Gavel                                                    | Brose Baskets                                                  |
| 2011–12 | Casey Jacobsen (3×)                                            | Brose Baskets                                                  | Bryce Taylor                                                   | Alba Berlin                                                    |
| 2011–12 | P.J. Tucker                                                    | Brose Baskets                                                  | Chevon Troutman                                                | Bayern Monachium                                               |
| 2011–12 | John Bryant (2×)                                               | Ratiopharm Ulm                                                 | Tibor Pleiß (2×)                                               | Brose Baskets                                                  |
| 2012–13 | Jared Jordan (2×)                                              | Telekom Baskets Bonn                                           | Tyrese Rice (2×)                                               | Bayern Monachium                                               |
| 2012–13 | Anton Gavel (2×)                                               | Brose Baskets                                                  | Davin White                                                    | Phoenix Hagen                                                  |
| 2012–13 | Rickey Paulding (3×)                                           | EWE Baskets Oldenburg                                          | Reggie Redding                                                 | Walter Tigers Tübingen                                         |
| 2012–13 | Deon Thompson                                                  | Alba Berlin                                                    | Chevon Troutman (2×)                                           | Bayern Monachium                                               |
| 2012–13 | John Bryant (3×)                                               | Ratiopharm Ulm                                                 | Adam Chubb                                                     | EWE Baskets Oldenburg                                          |
| 2013–14 | Malcolm Delaney                                                | Bayern Monachium                                               | Jared Jordan (3×)                                              | Brose Baskets                                                  |
| 2013–14 | Anton Gavel (3×)                                               | Brose Baskets                                                  | Julius Jenkins (6×)                                            | EWE Baskets Oldenburg                                          |
| 2013–14 | Reggie Redding (2×)                                            | Alba Berlin                                                    | Bryce Taylor (2×)                                              | Bayern Monachium                                               |
| 2013–14 | Angelo Caloiaro                                                | Mitteldeutscher                                                | Deon Thompson (2×)                                             | Bayern Monachium                                               |
| 2013–14 | D’or Fischer                                                   | Brose Baskets                                                  | Leon Radošević                                                 | Alba Berlin                                                    |
| 2014–15 | Brad Wanamaker                                                 | Brose Baskets                                                  | Khalid El-Amin                                                 | BG Getynga                                                     |
| 2014–15 | Alex Renfroe                                                   | Alba Berlin                                                    | Nihad Đjedović                                                 | Bayern Monachium                                               |
| 2014–15 | D.J. Kennedy                                                   | MHP Riesen Ludwigsburg                                         | Ryan Thompson                                                  | Brose Baskets                                                  |
| 2014–15 | Jamel McLean                                                   | Alba Berlin                                                    | Raymar Morgan                                                  | BG Getynga                                                     |
| 2014–15 | John Bryant (4×)                                               | Bayern Monachium                                               | Tim Ohlbrecht                                                  | Ratiopharm Ulm                                                 |
| 2015–16 | Brad Wanamaker (2×)                                            | Brose Baskets                                                  | Jordan Theodore                                                | Fraport Skyliners                                              |
| 2015–16 | Bryce Taylor (3×)                                              | Bayern Monachium                                               | Vaughn Duggins                                                 | EWE Baskets Oldenburg                                          |
| 2015–16 | Rickey Paulding (4×)                                           | EWE Baskets Oldenburg                                          | Darius Miller                                                  | Brose Baskets                                                  |
| 2015–16 | Nicolò Melli                                                   | Brose Baskets                                                  | Daniel Theis                                                   | Brose Baskets                                                  |
| 2015–16 | Brian Qvale                                                    | EWE Baskets Oldenburg                                          | Johannes Voigtmann                                             | Fraport Skyliners                                              |
| 2016–17 | Chris Kramer                                                   | EWE Baskets Oldenburg                                          | Josh Mayo                                                      | Telekom Baskets Bonn                                           |
| 2016–17 | Chris Babb                                                     | Ratiopharm Ulm                                                 | Trey Lewis                                                     | Medi Bayreuth                                                  |
| 2016–17 | Darius Miller (2×)                                             | Brose Bamberg                                                  | Rickey Paulding (5×)                                           | EWE Baskets Oldenburg                                          |
| 2016–17 | Nicolò Melli (2×)                                              | Brose Bamberg                                                  | Maxi Kleber                                                    | Bayern Monachium                                               |
| 2016–17 | Raymar Morgan (2×)                                             | Ratiopharm Ulm                                                 | Brian Qvale (2×)                                               | EWE Baskets Oldenburg                                          |
| 2017–18 | Peyton Siva                                                    | Alba Berlin                                                    | Josh Mayo (2×)                                                 | Telekom Baskets Bonn                                           |
| 2017–18 | Thomas Walkup                                                  | MHP Riesen Ludwigsburg                                         | Philip Scrubb                                                  | Skyliners Frankfurt                                            |
| 2017–18 | Robin Benzing                                                  | s.Oliver Würzburg                                              | Rickey Paulding (6×)                                           | EWE Baskets Oldenburg                                          |
| 2017–18 | Luke Sikma                                                     | Alba Berlin                                                    | Danilo Barthel                                                 | Bayern Monachium                                               |
| 2017–18 | John Bryant (5×)                                               | Gießen 46ers                                                   | Devin Booker                                                   | Bayern Monachium                                               |
| 2018–19 | Will Cummings                                                  | EWE Baskets Oldenburg                                          | Peyton Siva (2×)                                               | Alba Berlin                                                    |
| 2018–19 | Will Cummings                                                  | EWE Baskets Oldenburg                                          | Tyrese Rice (3×)                                               | Brose Bamberg                                                  |
| 2018–19 | T.J. Bray                                                      | Rasta Vechta                                                   | DeAndre Lansdowne                                              | Löwen Braunschweig                                             |
| 2018–19 | Rokas Giedraitis                                               | Alba Berlin                                                    | Vladimir Lučić                                                 | Bayern Monachium                                               |
| 2018–19 | Luke Sikma (2×)                                                | Alba Berlin                                                    | Danilo Barthel (2×)                                            | Bayern Monachium                                               |
| 2018–19 | Rašid Mahalbašić                                               | EWE Baskets Oldenburg                                          | John Bryant (6×)                                               | Gießen 46ers                                                   |
| 2019–20 | Nie przyznano nagród, sezon został skrócony z powodu COVID-19. | Nie przyznano nagród, sezon został skrócony z powodu COVID-19. | Nie przyznano nagród, sezon został skrócony z powodu COVID-19. | Nie przyznano nagród, sezon został skrócony z powodu COVID-19. |